# Garcorops paulyi
Garcorops paulyi är en spindelart som beskrevs av José Antonio Corronca 2003. Garcorops paulyi ingår i släktet Garcorops och familjen Selenopidae.
Artens utbredningsområde är Madagaskar. Inga underarter finns listade i Catalogue of Life.